# Ha-Cvi

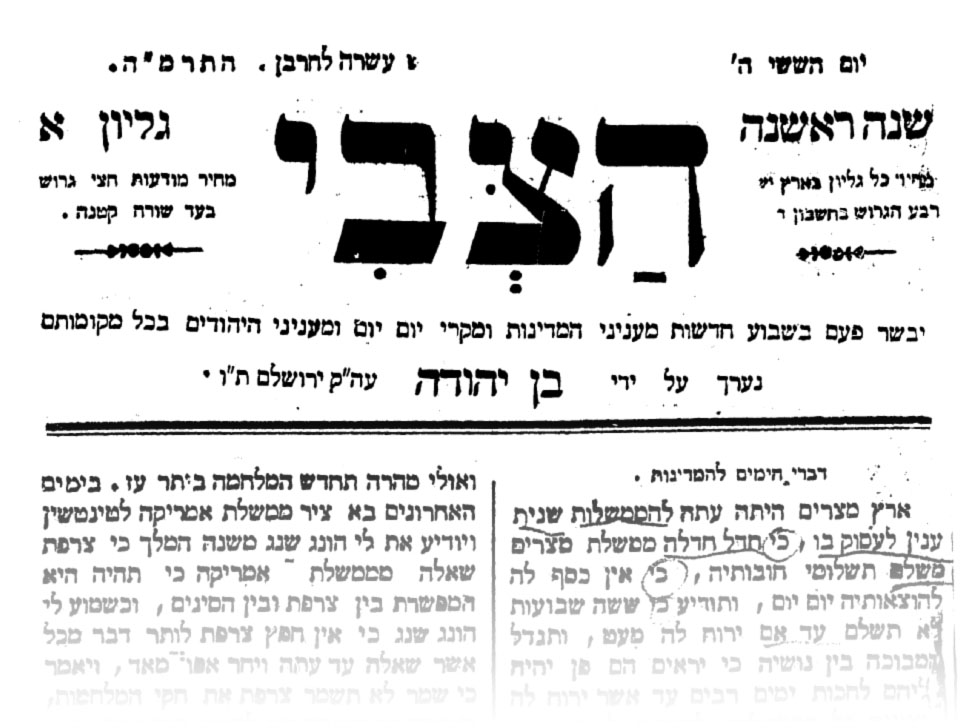
Titulní stránka ha-Cvi z roku 1885

ha-Cvi (hebrejsky הצבי, doslova Jelen, přepisováno též Hazewi) byl hebrejský psaný list vycházející v turecké Palestině od roku 1885 jako jedno z prvních hebrejských periodik tištěných v Palestině a jako první deník.
List vznikl v roce 1885, kdy tento týdeník převzal Eliezer Ben Jehuda, hlavní postava obnovy novověké hebrejštiny. Ben Jehuda už předtím spolupracoval s listem ha-Chavacelet. V ha-Cvi se soustřeďoval spíše na zpravodajství na rozdíl od převahy komentářů a názorových článků v předchozích novinách. Sám to komentoval tak, že „ha-Cvi je deník, který vychází jednou za týden.“ Z novin se rychle stal první a nejvýznamnější tiskový orgán jišuvu a sionistického tábora. Sloužil také jako zdroj šíření moderní hebrejštiny, která začínala svou obnovu coby mluvený jazyk. Poprvé se tu objevovala některá slova, která pro novodobou hebrejštinu Ben Jehuda vymyslel. Od ledna 1900 vycházel list dvakrát týdně, v úterý a pátek.
V roce 1901 získal Ben Jehuda povolení od tureckých úřadů, aby mohl vydávat vlastní noviny. Tehdy přejmenoval ha-Cvi na Haškafa (השקפה, Pohled). Týdeník Haškafa pak v roce 1904 přešel na frekvenci dvou vydání týdně. V roce 1908, v souvislosti s Mladotureckou revolucí, došlo v Palestině k jistému uvolnění poměrů. Ben Jehuda toho využil. Nejprve proměnil noviny Haškafa na list vycházející několikrát týdně (s cílem zřídit z nich deník). Nakonec ale 30. září 1908 obnovil název původních novin ha-Cvi a začal je vydávat jako deník, první hebrejský deník na území Palestiny. Noviny Haškafa si ponechal jejich vydavatel Jisra'el Širizli. Vedení ha-Cvi se ujal syn Ben Jehudy Itamar Ben Avi (mimochodem první člověk v novověku, jehož mateřskou řečí byla hebrejština). V roce 1909 už deník dosahoval nákladu 1200 výtisků. Kromě toho začal Itamar Ben Avi vydávat i satirický list Chamor-Gamal (Osel-Velbloud). Od února 1910 se deník ha-Cvi přejmenoval na ha-Or (Světlo), přičemž toto jméno už bylo užíváno dočasně dříve. Vydávání listu bylo roku 1914 zrušeno rozhodnutím tureckých úřadů.